# Arnold Janssen
Arnold Janssen (Goch, 5 november 1837 – Steyl, 15 januari 1909) was een Duitse priester en missionaris, en oprichter van drie congregaties:
- de Gemeenschap van het Goddelijk Woord (Latijn: Societas Verbi Divini, SVD), gemeenzaam bekend als Missionarissen van Steyl, oorspronkelijk gesticht voor de bekering van China, later ook werkzaam in vele andere missiegebieden
- de congregatie van de Missiezusters Dienaressen van de Heilige Geest (Latijn: Servarum Spiritus Sancti, SSpS), de ‘blauwe zusters’, ook Missiezusters van Steyl genoemd
- de congregatie van de slotzusters Dienaressen van de Heilige Geest van de Altijddurende Aanbidding (Latijn: Congregatio Servarum Spiritus Sancti de Adoratione perpetua (SSpSAP), de ‘roze zusters’ of 'Aanbiddingszusters'.

Tezamen tellen zij nu meer dan 10.000 leden in 69 landen.
Op 19 oktober 1975 werd Arnold Janssen door paus Paulus VI zalig verklaard. Op 5 oktober 2003 werd hij door paus Johannes Paulus II heilig verklaard. De Rooms-Katholieke Kerk viert zijn gedachtenis op 15 januari.

## Biografie
Arnold Janssen werd geboren te Goch in Duitsland, dicht over de grens bij Nederlands Noord-Limburg. Hij studeerde aan de bisschoppelijke kostschool Collegium Augustinianum Gaesdonck en werd na zijn studie in Münster op 15 augustus 1861 tot priester gewijd. Hij was eerst twaalf jaar leraar natuurkunde en catechese aan de middelbare school in de grensplaats Bocholt, vlak bij de Nederlandse Achterhoek. De missie was echter zijn grote ideaal. In 1867 werd hij directeur van het Apostolaat des Gebeds in Duitsland en Oostenrijk. Hij stichtte een wetenschappelijk Anthropos-Instituut en Cartografisch Instituut van St.-Gabriël te Mödling bij Wenen.
Janssen streefde naar de hereniging van de christenen. Daartoe stelde hij een dagelijkse misviering in aan het graf van Bonifatius te Fulda. Om zich meer aan het missiewerk te kunnen wijden werd hij rector van de Ursulinen in Kempen, een provinciestad in de grensstreek tussen Krefeld en Venlo. In die periode gaf hij al een missietijdschrift uit ("Bode van het Heilig Hart van Jezus") ter werving van gelovigen.
In de jaren 1872-1879 probeerde rijkskanselier Bismarck de, volgens hem te grote, invloed van de katholieke kerk in Duitsland terug te dringen. Vanwege de antireligieuze politiek tijdens deze 'Kulturkampf' kon Janssen zijn plannen in Duitsland niet verwezenlijken en week hij uit naar Nederland, en vestigde zich in het Noord-Limburgse Steyl aan de Maas (thans gemeente Venlo), waar hij drie congregaties stichtte.
In 1875 stichtte hij er een missieseminarie. Dit werd in 1885 de latere missiecongregatie van de Gezelschap van het Goddelijk Woord (Latijn: Societas Verbi Divini, SVD). Samen met de later zalig verklaarde zuster Maria Helena Stollenwerk stichtte hij in 1888 de congregatie van de Missiezusters Dienaressen van de Heilige Geest, en in 1896 samen met de later zalig verklaarde Hendrina Stenmanns de congregatie van de aanbiddingszusters Dienaressen van de Heilige Geest van de Altijddurende Aanbidding. 
In 1930 waren er al 37 missiehuizen voor hogere en lagere studies. In Nederland waren die gevestigd in Steyl, Uden, Soesterberg, Helvoirt en Teteringen (bij Breda), in België te Heide en in Kalmthout. Ook in het buitenland stichtte hij vele missiehuizen, zoals in Wenen, Salzburg, en in Techny bij Chicago (Verenigde Staten). De missiegelden voor de grootschalig opgezette evangelisatie werd bekostigd door de eigen drukkerij. Deze werd in 1925 verheven tot pauselijke drukkerij. In Nederland werd door de missionarissen van Steyl onder meer het rijk geïllustreerde maandblad De Katholieke Missiën (KM) uitgegeven. Het doel was om door de verspreiding van lectuur de missie te bevorderen. In de periode 1874-1963 werd dit blad in vele katholieke huisgezinnen gelezen.
Zijn werk kende een enorme groei, zijn congregaties breidden uit over alle werelddelen. In 1909, het jaar van zijn overlijden, leefden en werkten er meer dan 1500 priesters, broeders en zusters in China, Italië, Argentinië, Oostenrijk, Brazilië, de Verenigde Staten, de Filipijnen, Chili, Japan en Papoea-Nieuw-Guinea. 
Op wereldmissiedag 1975, honderd jaar na de opening van het eerste missiehuis in Steyl, werd Pater Janssen door Paus Paulus VI officieel zalig verklaard. In 2003 werd hij door Paus Johannes Paulus II heilig verklaard. Op 15 januari wordt zijn gedachtenis gevierd in het bisdom Roermond.

## Pelgrimsroute
In de stad Goch is de Arnold-Janssen-Stadtrundgang uitgezet, die langs Arnolds parochiekerk, geboortehuis en monument voert.
Vanuit Goch is een fietstocht uitgezet die naar Steyl loopt, waar zich naast de door hem gestichte missiekloosters ook zijn graf bevindt. Dit is de Arnold-Janssen-Weg.

## Galerij

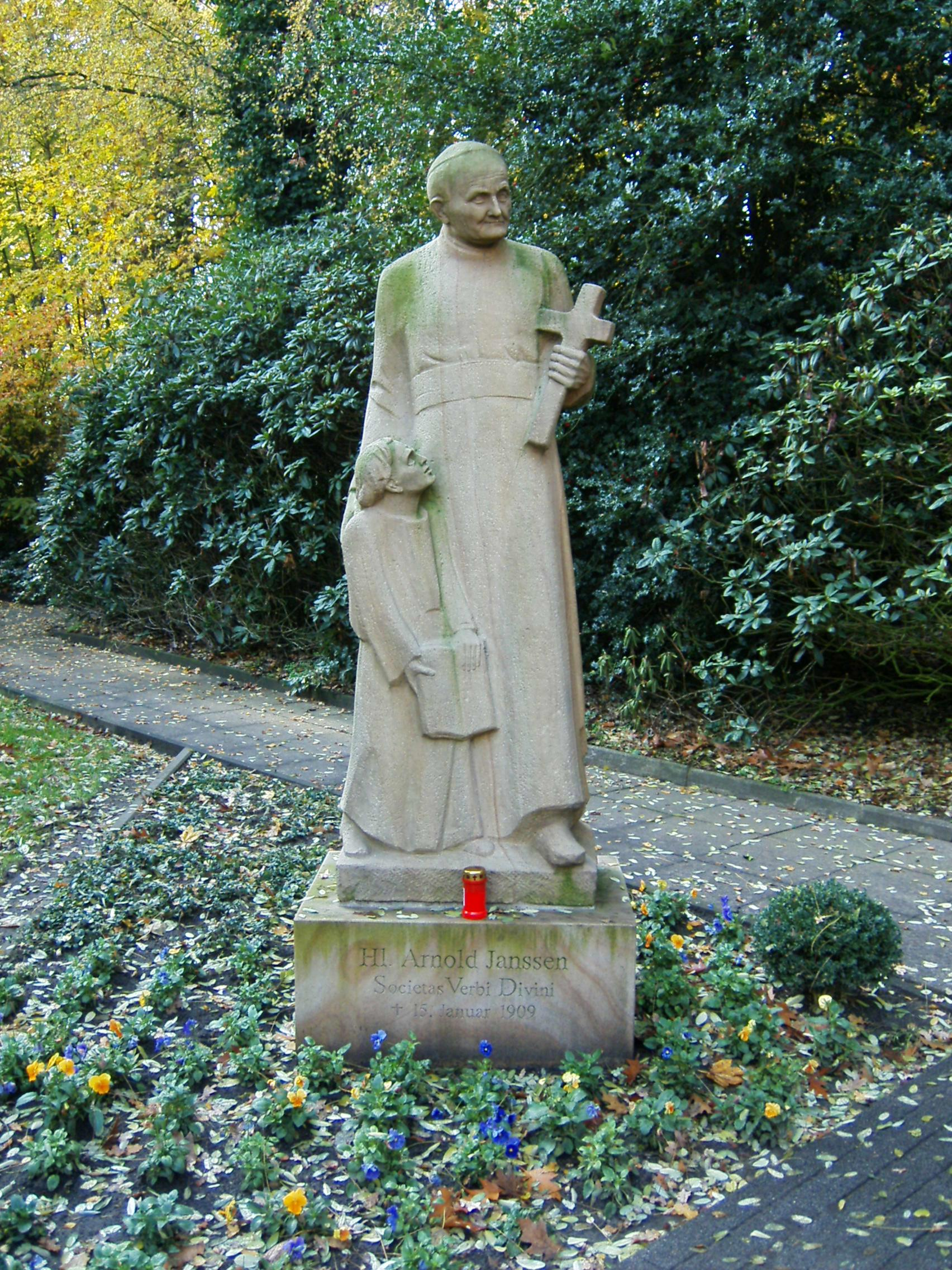
Standbeeld van Arnold Janssen bij het Missiehuis te Steinfurt
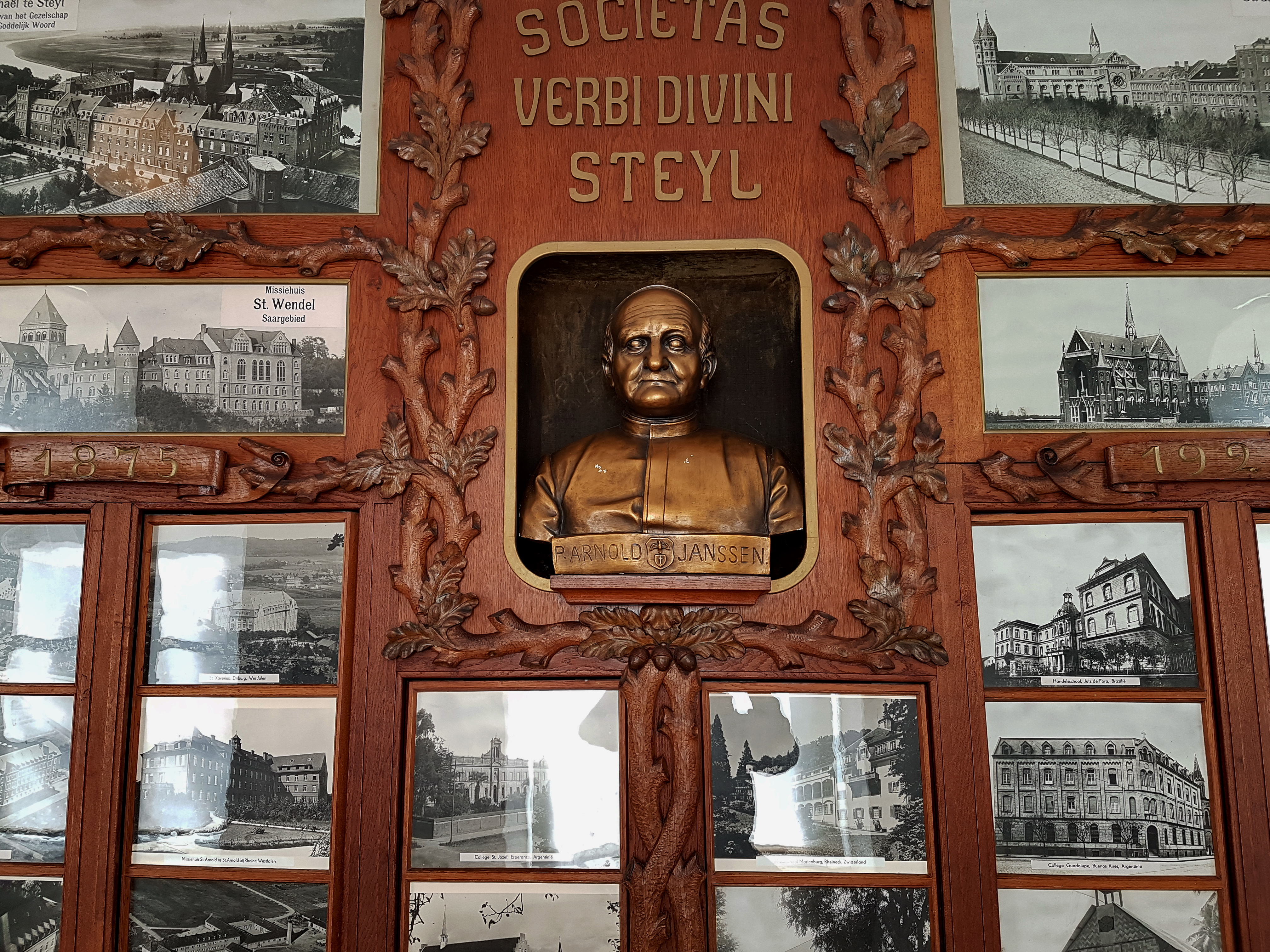
Borstbeeld Arnold Janssen en fotocollage van SVD-missiehuizen door hem gesticht (Missiemuseum Steyl)

- Biblioteca Nacional de España: XX986589
- Bibliothèque nationale de France: cb12215593d (data)
- Gemeinsame Normdatei: 118557017
- International Standard Name Identifier: 0000 0001 1030 7055
- Library of Congress Control Number: n82096306
- Bibliotheek van het Japanse parlement: 00620879
- Nationale Bibliotheek van Tsjechië: jo2016899296
- Nationale Bibliotheek van Polen: a0000001186023
- Nederlandse Thesaurus van Auteursnamen: 072689684
- Système universitaire de documentation: 030816769
- Virtual International Authority File: 88883378
- WorldCat: E39PBJcGgxcpJBhq9hVKQHTj4q